# Lluís Trepat i Padró
Lluís Trepat i Padró (Tàrrega, 23 de maig de 1925 - Fogars de la Selva, 8 d'agost de 2022) fou un pintor català autor de referència en les avantguardes del segle xx. El treball de Lluís Trepat s'identifica amb la introducció de l'art abstracte dins el món artístic ponentí durant la dècada del 1950, conseqüència directa de les seves diverses estades a París i de l'inherent contacte amb els «ismes» propis de l'època (informalisme, constructivisme i expressionisme abstracte).

## Biografia
Iniciat en les arts plàstiques —sobretot l'aquarel·la— de la mà de Josep Balcells, l'any 1943 va ingressar a l'Escola d'Arts i Oficis de Tàrrega, on conegué i travà amistat amb Jaume Minguell, on li fou concedit el segon premi de pintura l'any 1947 i on exercí com a professor auxiliar temps després.
Interessat en el dibuix a tinta xinesa i acolorit, a finals dels anys 1940 se centrà en la representació de figures gitanes, però un viatge a Itàlia (1951), Països Baixos (1952) i París el posà en contacte amb artistes com Joan Vilacasas i la seva obra va derivar cap a formes d'expressió en línia amb l'avantguarda de postguerra. De fet, un cop retornat, s'instal·là a Lleida, esdevenint el desencadenant, el propulsor i qui va aplegar al seu voltant tot el debat sobre la modernitat, entesa com una nova manera de veure la creació contemporània, més lliure i subversiva.
Integrat en el grup de creadors vinculats al Cercle de Belles Arts, l'any 1955, feu un segon viatge a la capital francesa. Fruit d'aquesta estada inicià el que s'ha denominat com a «període abstracte» (1956-1961), primer tachista i després constructivista, sens dubte la seva etapa creativa més significativa i important, i punt de referència per a la posterior formació del Grup Cogul l'any 1964. El Grup Cogul va ser un nucli d'artistes provinents del paisatgisme de postguerra als quals Trepat transmetrà la seva concepció informalista de l'art, erigint-se com un símbol de la disconformitat i la inquietud que afavorí el pas de manera ferma i decidida vers l'art d'avantguarda a Ponent.
Influenciat per Antoni Clavé, Antoni Tàpies i Joan Vilacasas, Trepat inicià aquest període des del punt de vista d'un constructivisme geomètric que el pintor delimità mitjançant l'ús del color. L'any 1957 s'endinsà en el món del goteig amb una pintura on té prioritat, el gest de l'artista, i que connectà amb l'expressionisme abstracte i l'obra de Jackson Pollock. Tot plegat culminà, a partir de 1959, en un constructivisme més lliure que el de l'etapa 1956–1957, que donà com a resultat una obra molt personal, fruit d'una evolució pròpia i intransferible, no inscrita plenament dins el moviment informalista, en aquells moments en plena consolidació internacional. La sèrie Òvals (1959–1960) és, dins d'aquest moment, el conjunt abstracte més coherent, elaborat i personal del pintor, la culminació de tot un procés d'evolució creativa iniciat l'any 1956. L'any 1962, en el moment àlgid de la seva carrera, abandonà la ciutat i s'endinsa en un retorn a la figuració d'accent marcadament expressionista.
El 1990, després de jubilar- se, va fer cursos de dibuix a l'Institut del Teatre de Barcelona. Va mantenir una relació molt especial amb el poeta Guillem Viladot, amb qui va compartir diverses exposicions i llibres i amb qui es va implicar en l'organització de la Trobada d'Artistes de les Pallargues, ideada per l'arquitecte Josep Mora el 1995. El mateix any es va traslladar amb la seua esposa a viure definitivament a Fogars de la Selva. L'any 2020 el Museu Comarcal de l'Urgell, de Tàrrega, li va dedicar una exposició temporal d'obres inèdites fetes amb ceres sobre paper que representen els paisatges de les comarques de l'Urgell i la Segarra, i el 2002 va organitzar a la Sala Marsà una mostra de la seua vessant com a ninotaire amb una cinquantena d'obres realitzades amb tinta xinesa i aquarel·la, fruit dels seus viatges culturals a l'estranger amb esperit crític.
| «               | La seua va ser una aposta arriscada per la pintura i el dibuix. Era un home que creia en el que feia. El seu era un expressionisme radical, aliè als artistes que es van quedar aparcats en uns resultats, Trepat era un pintor que arriscava. | » |
| — Xavier Garcia | |   |

## Selecció d'obres
| Obra  | Any  | Tècnica              | Dimensions       | Lloc                     | Imatge |
| ----- | ---- | -------------------- | ---------------- | ------------------------ | ------ |
| Òvals | 1959 | Acrílic sobre tablex | 125,1 x 154,3 cm | Museu d'Art Jaume Morera |        |
| Òvals | 1960 | Acrílica sobre fusta | 125 x 154 cm     | Museu d'Art Jaume Morera |        |

## Obra publicada
- Rampataplam! La Guerra Civil vista per un xiquet de casa benestant.  Lleida: Pagès Editors, 2007. ISBN 978-84-9779-562-3.
- Vuit contes i uns entremès. Tàrrega: Ajuntament de Tàrrega, 2011